# Jardin botanique de Porrentruy
 (avril 2015).
Si vous disposez d'ouvrages ou d'articles de référence ou si vous connaissez des sites web de qualité traitant du thème abordé ici, merci de compléter l'article en donnant les références utiles à sa vérifiabilité et en les liant à la section « Notes et références ».
Le Jardin botanique de Porrentruy, créé en 1798 à l'injonction de Paris après l'annexion de la République helvétique par la France et l’accession de Porrentruy au rang de capitale départementale, figure parmi les plus anciens jardins botaniques de Suisse. Le jardin est désormais partie intégrante du JURASSICA Museum. 

## Historique
Après bien des déboires, une première tentative d'ensemencement est effectuée au printemps 1799 sous l'impulsion d'Antoine Lémane alors professeur à l'École centrale, actuellement Lycée cantonal. Il reçoit quelque 240 sortes de graines du Muséum national d'histoire naturelle de Paris et les dispose entre les bâtiments selon des plans de Bernard de Jussieu. Le 17 avril de cette même année, l'Administration centrale du département approuve la construction d'une serre hollandaise placée à l'extrémité sud du jardin. La tentative de Lémane s'achève quatre ans plus tard, et ne portera ses fruits qu'une trentaine d'années plus tard.
Jules Thurmann, en raison de ses compétences scientifiques et administratives et grâce aussi au soutien sans condition de Xavier Stockmar, l'homme politique du Jura de l'époque, devient par la suite le véritable créateur du Jardin botanique de Porrentruy. Le 30 octobre 1832, l'administration du Collège propose de convertir le jardin existant en jardin botanique et, au printemps 1833, les plates-bandes sont ensemencées selon le système de Candolle. L'influence parisienne n'est plus prédominante et l'accent est mis essentiellement sur la flore jurassienne.

## Le jardin
Un jardin extérieur, dont l'entrée est gardée par le pendule de Foucault, est situé entre les bâtiments du Lycée cantonal. Le Jardin botanique s'étend aussi autour du Musée des sciences naturelles où les anciennes variétés fruitières d'Ajoie sont conservées dans un arboretum. Il contient les principales familles de plantes et leurs représentants. Cette plantation est agrémentée par plus de 80 variétés de roses, 180 sortes différentes d'iris, d'une collection de plantes vénéneuses et de légumes anciens. 

## Le jardin jurassien
Le Jardin jurassien, partie majeure de l'ensemble, est destiné à présenter plus de 800 espèces de fleurs de l'arc jurassien. 

## Les serres
Les serres abritent un bel ensemble de végétaux tropicaux, de plantes carnivores et des orchidées entre autres, ainsi qu'une importante collection de cactus comprenant entre 500 et 600 espèces.